# 실격문장의 최강 현자
《실격문장의 최강 현자》(일본어: 失格紋の最強賢者)는 신코 쇼토(작가), 카지바나 후우카(일러스트)가 원작한 일본의 라이트 노벨 소설 작품이다. 「소설가가 되자」에서 웹 소설로 발간 중에 서적화해, 2016년 12월부터 GA 문고(소프트뱅크 크리에이티브)에서 간행.

## 줄거리
어느 세계에 마법전투를 벌여, 「현자」로까지 불린 사람이 있었다. 그의 이름은 가이아스.
그는 최강의 전술을 추구하며 세계에 존재하는 모든 마법과 전술을 연구했다.
그러나 그렇게 해서 도출된 결론은 "내 문장은 마법전투로 향하지 않는다"는 너무나 잔인한 것이었다.
더 이상의 성장을 바랄 수 없음을 깨달은 가이아스는 환생마법을 발동, 수천 년을 넘어 힐데스하이머 준남작가의 셋째 아들 마티아스=힐데스하이머로 거듭난다.
여섯 번째 생일을 맞은 마티아스는 전생 가이아스의 기억과 지식을 되찾는다.
그러나, 거기서 본 것은 완전히 변해버린 세계와 믿을 수 없을 정도로 저레벨의 마법이론이었다.